# Olsjovka
Olsjovka (ryska: Ольшовка) är ett vattendrag i Belarus, på gränsen till Ryssland. Det ligger i den östra delen av landet, 300 km öster om huvudstaden Minsk.
Omgivningarna runt Olsjovka är en mosaik av jordbruksmark och naturlig växtlighet. Runt Olsjovka är det glesbefolkat, med 19 invånare per kvadratkilometer.